# Uruguayaans voetbalelftal in 2012
Het Uruguayaans voetbalelftal speelde in totaal tien interlands in het jaar 2012, waaronder zes wedstrijden in de kwalificatiereeks voor het WK voetbal 2014 in Brazilië. Op de FIFA-wereldranglijst zakte Uruguay in 2012 van de vierde (januari 2012) naar de zestiende plaats (december 2012). In juni behaalde Uruguay met de tweede plaats op de ranglijst de hoogste notering ooit. Doelman Fernando Muslera speelde als enige in alle tien duels mee, van begin tot einde.

## Interlands
|                                                                  |                   |       |                   |                                                                                        |
| 29 februari Vriendschappelijk № 801 «onderlinge duels» 18:30 uur | Roemenië          | 1 – 1 | Uruguay           | Stadionul Naţional, Boekarest Toeschouwers: 20.000 Scheidsrechter: Viktor Kassai (HUN) |
| 29 februari Vriendschappelijk № 801 «onderlinge duels» 18:30 uur | Bogdan Stancu 50' |       | 2' Edinson Cavani | Stadionul Naţional, Boekarest Toeschouwers: 20.000 Scheidsrechter: Viktor Kassai (HUN) |

|                                                             |                         |       |                 |                                                                                 |
| 24 mei Vriendschappelijk № 802 «onderlinge duels» 18:45 uur | Rusland                 | 1 – 1 | Uruguay         | Lokomotiv Stadion, Moskou Toeschouwers: 20.000 Scheidsrechter: Kevin Blom (NED) |
| 24 mei Vriendschappelijk № 802 «onderlinge duels» 18:45 uur | Aleksandr Kerzhakov 49' |       | 48' Luis Suárez | Lokomotiv Stadion, Moskou Toeschouwers: 20.000 Scheidsrechter: Kevin Blom (NED) |

|                                                           |                  |       |                        |                                                                                         |
| 2 juni WK-kwalificatie № 803 «onderlinge duels» 20:00 uur | Uruguay          | 1 – 1 | Venezuela              | Estadio Centenario, Montevideo Toeschouwers: 40.000 Scheidsrechter: Antonio Arias (PAR) |
| 2 juni WK-kwalificatie № 803 «onderlinge duels» 20:00 uur | Diego Forlán 38' |       | 84' (e.d.) Diego Godín | Estadio Centenario, Montevideo Toeschouwers: 40.000 Scheidsrechter: Antonio Arias (PAR) |

|                                                            |                                                                                     |       |                                           |                                                                                                |
| 10 juni WK-kwalificatie № 804 «onderlinge duels» 20:30 uur | Uruguay                                                                             | 4 – 2 | Peru                                      | Estadio Centenario, Montevideo Toeschouwers: 45.000 Scheidsrechter: Leandro Pedro Vuaden (BRA) |
| 10 juni WK-kwalificatie № 804 «onderlinge duels» 20:30 uur | Sebastián Coates 15' Maxi Pereira 30' Cristian Rodríguez 63' Sebastián Eguren 90+4' |       | 40' (e.d.) Diego Godín 48' Paolo Guerrero | Estadio Centenario, Montevideo Toeschouwers: 45.000 Scheidsrechter: Leandro Pedro Vuaden (BRA) |

|                                                                  |           |       |         |                                                                                  |
| 15 augustus Vriendschappelijk № 805 «onderlinge duels» 21:00 uur | Frankrijk | 0 – 0 | Uruguay | Stade Océane, Le Havre Toeschouwers: 25.000 Scheidsrechter: Daniele Orsato (ITA) |
| 15 augustus Vriendschappelijk № 805 «onderlinge duels» 21:00 uur |           |       |         | Stade Océane, Le Havre Toeschouwers: 25.000 Scheidsrechter: Daniele Orsato (ITA) |

|                                                                |                                                                                 |       |         |                                                                                            |
| 7 september WK-kwalificatie № 806 «onderlinge duels» 21:30 uur | Colombia                                                                        | 4 – 0 | Uruguay | Estadio Metropolitano, Barranquilla Toeschouwers: 45.000 Scheidsrechter: Heber Lopes (BRA) |
| 7 september WK-kwalificatie № 806 «onderlinge duels» 21:30 uur | Radamel Falcao 2' Teófilo Gutiérrez 48' Teófilo Gutiérrez 52' Juan Zúñiga 90+1' |       |         | Estadio Metropolitano, Barranquilla Toeschouwers: 45.000 Scheidsrechter: Heber Lopes (BRA) |

|                                                                 |                    |       |                          |                                                                                           |
| 11 september WK-kwalificatie № 807 «onderlinge duels» 20:30 uur | Uruguay            | 1 – 1 | Ecuador                  | Estadio Centenario, Montevideo Toeschouwers: 30.000 Scheidsrechter: Carlos Amarilla (PAR) |
| 11 september WK-kwalificatie № 807 «onderlinge duels» 20:30 uur | Edinson Cavani 68' |       | 8' (pen.) Felipe Caicedo | Estadio Centenario, Montevideo Toeschouwers: 30.000 Scheidsrechter: Carlos Amarilla (PAR) |

|                                                               |                                                  |       |         |                                                                                                |
| 12 oktober WK-kwalificatie № 808 «onderlinge duels» 20:00 uur | Argentinië                                       | 3 – 0 | Uruguay | Estadio Malvinas Argentinas, Mendoza Toeschouwers: 34.000 Scheidsrechter: Leandro Vuaden (BRA) |
| 12 oktober WK-kwalificatie № 808 «onderlinge duels» 20:00 uur | Lionel Messi 66' Kun Agüero 75' Lionel Messi 80' |       |         | Estadio Malvinas Argentinas, Mendoza Toeschouwers: 34.000 Scheidsrechter: Leandro Vuaden (BRA) |

|                                                               |                                                                              |       |                 |                                                                                         |
| 16 oktober WK-kwalificatie № 809 «onderlinge duels» 21:00 uur | Bolivia                                                                      | 4 – 1 | Uruguay         | Estadio Hernando Siles, La Paz Toeschouwers: 25.402 Scheidsrechter: Víctor Rivera (PER) |
| 16 oktober WK-kwalificatie № 809 «onderlinge duels» 21:00 uur | Carlos Saucedo 6' Gualberto Mojica 27' Carlos Saucedo 51' Carlos Saucedo 55' |       | 81' Luis Suárez | Estadio Hernando Siles, La Paz Toeschouwers: 25.402 Scheidsrechter: Víctor Rivera (PER) |

|                                                                  |                      |       |                                                          |                                                                                    |
| 14 november Vriendschappelijk № 810 «onderlinge duels» 19:45 uur | Polen                | 1 – 3 | Uruguay                                                  | PGE Arena Gdańsk, Gdańsk Toeschouwers: 39.460 Scheidsrechter: William Collum (SCO) |
| 14 november Vriendschappelijk № 810 «onderlinge duels» 19:45 uur | Ludovic Obraniak 64' |       | 22' (e.d.) Kamil Glik 34' Edinson Cavani 66' Luis Suárez | PGE Arena Gdańsk, Gdańsk Toeschouwers: 39.460 Scheidsrechter: William Collum (SCO) |

## FIFA-wereldranglijst
| JAN | FEB | MAR | APR | MEI | JUN | JUL | AUG | SEP | OKT | NOV | DEC |
| --- | --- | --- | --- | --- | --- | --- | --- | --- | --- | --- | --- |
| 4   | 4   | 4   | 3   | 3   | 2   | 3   | 4   | 5   | 7   | 11  | 16  |

## Statistieken
| Fernando Muslera    | 1986-06-16 | Galatasaray SK   | 10 | 0 | 0 | 41 | 0  |
| Verdediging         |            |                  |    |   |   |    |    |
| Maximiliano Pereira | 1984-06-08 | Benfica          | 9  | 0 | 1 | 72 | 2  |
| Diego Godín         | 1986-02-16 | Atlético Madrid  | 9  | 0 | 0 | 61 | 3  |
| Diego Lugano        | 1980-11-02 | Málaga CF        | 8  | 0 | 0 | 76 | 8  |
| Álvaro Pereira      | 1985-11-28 | Inter Milaan     | 7  | 1 | 0 | 45 | 5  |
| Martín Cáceres      | 1987-04-07 | Juventus         | 6  | 0 | 0 | 44 | 1  |
| Mauricio Victorino  | 1982-10-11 | Cruzeiro EC      | 3  | 0 | 0 | 21 | 0  |
| Sebastián Coates    | 1990-10-07 | Liverpool FC     | 1  | 1 | 1 | 9  | 1  |
| Andrés Scotti       | 1975-12-14 | Club Nacional    | 1  | 1 | 0 | 37 | 1  |
| Jorge Fucile        | 1984-11-19 | Santos FC        | 0  | 1 | 0 | 35 | 0  |
| Middenveld          |            |                  |    |   |   |    |    |
| Egidio Arévalo      | 1982-01-01 | US Palermo       | 9  | 0 | 0 | 39 | 0  |
| Diego Pérez         | 1980-05-18 | Bologna FC       | 6  | 0 | 0 | 80 | 1  |
| Walter Gargano      | 1984-07-27 | Inter Milaan     | 4  | 4 | 0 | 48 | 1  |
| Álvaro González     | 1984-10-29 | Lazio Roma       | 3  | 5 | 0 | 29 | 1  |
| Gastón Ramírez      | 1990-12-02 | Southampton      | 2  | 4 | 0 | 14 | 0  |
| Nicolás Lodeiro     | 1989-03-21 | Botafogo FR      | 1  | 1 | 0 | 14 | 1  |
| Matías Aguirregaray | 1989-04-01 | Peñarol          | 1  | 0 | 0 | 1  | 0  |
| Sebastián Eguren    | 1981-01-08 | Club Libertad    | 0  | 4 | 1 | 50 | 7  |
| Gonzalo Castro      | 1984-09-14 | Real Sociedad    | 0  | 1 | 0 | 4  | 0  |
| Álvaro Fernández    | 1985-10-11 | Al-Rayyan        | 0  | 1 | 0 | 12 | 0  |
| Aanval              |            |                  |    |   |   |    |    |
| Diego Forlán        | 1979-05-19 | SC Internacional | 9  | 0 | 1 | 93 | 33 |
| Edinson Cavani      | 1987-02-14 | SSC Napoli       | 8  | 1 | 3 | 45 | 13 |
| Luis Suárez         | 1987-01-24 | Liverpool FC     | 8  | 0 | 3 | 60 | 29 |
| Cristian Rodríguez  | 1985-09-30 | Atlético Madrid  | 4  | 3 | 1 | 54 | 5  |
| Sebastián Abreu     | 1976-10-17 | Club Nacional    | 1  | 2 | 0 | 69 | 27 |
| Sebastián Fernández | 1985-05-23 | Málaga CF        | 0  | 1 | 0 | 14 | 2  |
| Christian Stuani    | 1986-10-12 | RCD Espanyol     | 0  | 1 | 0 | 1  | 0  |